# Shuteria involucrata
Shuteria involucrata är en ärtväxtart som först beskrevs av Nathaniel Wallich, och fick sitt nu gällande namn av Robert Wight och George Arnott Walker Arnott. Shuteria involucrata ingår i släktet Shuteria och familjen ärtväxter.

## Underarter
Arten delas in i följande underarter:
- S. i. glabrata
- S. i. involucrata
- S. i. villosa